# Kálfafellstindur
Kálfafellstindur är en bergstopp i republiken Island. Den ligger i regionen Austurland, 290 km öster om huvudstaden Reykjavík. Toppen på Kálfafellstindur är 304 meter över havet.
Trakten runt Kálfafellstindur består i huvudsak av gräsmarker.